# Gröngölingspatrullen
Gröngölingspatrullen var en kortlivad svensk Disneytidning i pocketformat, med fokus på Gröngölingskåren, Knattarnas scoutgrupp. Förlagan var en italiensk disneyutgåva, GM - Giovani Marmotte, varifrån såväl serier som omslag och andra illustrationer hämtades. Förutom serier innehöll tidningen även friluftstips och tävlingar på samma tema.
Som övriga svenska disneytitlar gavs Gröngölingspatrullen ut av Egmont Serieförlaget. Den var 100 sidor tjock och gavs ut med ett nummer i månaden från april 1997 till juni 1998 - totalt 15 nummer.